# Sallie Chapman Gordon Law
Sallie Chapman Gordon Law (* 27. August 1805 in Wilkes, North Carolina; † 28. Juni 1894 in Memphis, Tennessee) war die erste bekannte konföderierte Krankenschwester des Sezessionskrieges und Organisatorin verschiedener Lazarette. Sie war die Präsidentin der Southern Mothers’ Association und wurde die Mother of the Confederacy, (dt. Mutter der Konföderation) genannt.

## Biographie
Sarah Chapman Gordon wurde am 27. August 1805 in Wilkes (North Carolina) als Tochter von Chapman Gordon und Charity King Gordon geboren. Ihr Vater war aus Virginia und hatte in der Schlacht von Kings Mountain und Charity King gekämpft und diente anschließend unter Thomas Sumter und Francis Marion. Law heiratete am 25. Januar 1825 den Arzt John Sandiford Law in Eatonton (Georgia). Zunächst zog das Paar nach Forsyth, dort praktizierte John Law bis 1834 Medizin. Danach verlegte er seine Praxis nach Columbia (Tennessee), wo er bis zu seinem Tod 1843 blieb. Die Laws bekamen sieben Töchter und einen Sohn, John Gordon Law, einen bekannten Prediger, der in der konföderierten Armee als Soldat diente.
Law war die Präsidentin und Gründungsmitglied der Southern Mothers’ Association (auch Society of Southern Mothers, dt. Vereinigung der Mütter des Südens), eine Gruppe von Frauen aus der Second Presbyterian Church in Memphis, Tennessee. Bereits vor der Abspaltung Tennessees von der Union begannen die Southern Mothers mit der Herstellung von Uniformen für die Soldaten. Zunächst im Haus von Mrs. Miles Owen, später kamen mehr Frauen hinzu und sie verlegten ihre Tätigkeiten in den Keller der Second Presbyterian Church. Möglich wurde das, weil der Kirchenrat die Kirche geschlossen hatte, nachdem sich der Pastor Grundy sich geweigert hatte für die Soldaten des Südens zu beten.
Um die die Bedürfnisse der kranken konföderierten Soldaten zu begegnen, organisierten die Frauen aus Memphis sogenannte road side hospitals (dt. Krankenhäuser am Straßenrand) in den Privathäusern ihre Unterstützer. Laws erstes größeres Projekt war die Organisation des Southern Mothers’ Hospital in Memphis im April 1861. Das Krankenhaus überzeugte nach der Schlacht von Shiloh durch hervorragende Arbeit. Dort wurden Soldaten unabhängig von ihrer Überzeugung für oder gegen den Süden versorgt. Law ging anschließend nach La Grange (Georgia) und arbeitete am Law Hospital, das nach ihr benannt wurde.
Als die Spenden von Vorräten und Kleidung den Bedarf des Krankenhauses überstiegen, begann Law die Vorräte an andere Orte zu verteilen. Nachdem die Unionstruppen Memphis eingenommen hatten, verließ Law die Stadt und verteilte die Güter persönlich überall, wo sie einen Bedarf ausmachte. Als der Krieg endete, war die von ihr geleitete Southern Mothers’ Association wesentlich für die Gründung der Confederate Historical Association unter deren frühen Mitgliedern auch Jefferson Davis war. Die Vereinigung errichtete Denkmäler, markierte Gräber und sammelte und verteilte historische Daten über den Süden und sein Schicksal.
Law veröffentlichte 1892 Reminiscences of the War of the Sixties between the North and the South, in dem sie ihre Erlebnisse und Anstrengungen beschrieb. Sie verstarb am 28. Juni 1894 in Memphis, Tennessee.